# Парламентские выборы в Швейцарии (1857)
Парламентские выборы в Швейцарии проходили 28 октября 1857 года. Радикально-левая партия осталась крупнейшей парламентской партией, сохранив 80 из 120 мест Национального совета.

## Избирательная система
120 депутатов Национального совета избирались в 49 одно-и многомандатных округах. Распределение мандатов было пропорционально населению: одно место парламента на 20 тыс. граждан. 
Голосование проводилось по системе в три тура. В первом и втором туре для избрания кандидат должен был набрать абсолютное большинство голосов, в третьем туре достаточно было простого большинства. Каждый последующий тур проводился после исключения кандидата, набравшего наименьшее число голосов. В шести кантонах (Аппенцелль-Иннерроден, Аппенцелль-Аусерроден, Гларус, Нидвальден, Обвальден и Ури) члены Национального совета избирались кантональными советами.
В кантоне Шаффхаузен было введено обязательное голосование, в результате чего явка там составила 86,4 % при средней явке по стране 46,5 %.

## Результаты

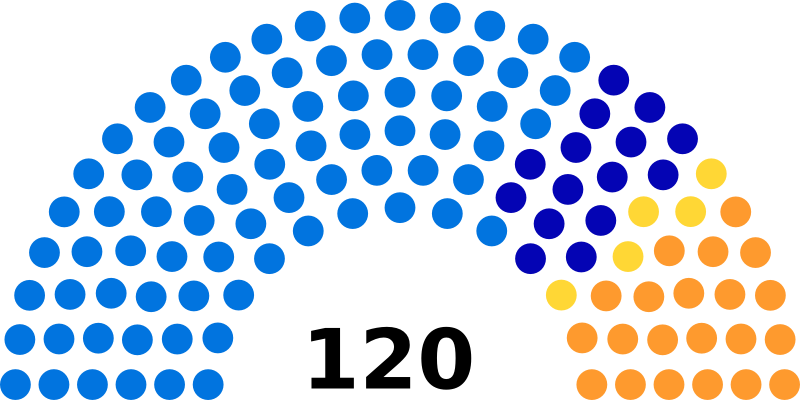
Распределение мест в Национальном совете.

|  | Партия                               | Голосов | %    | Мест | +/– |
|  | Радикально-левые                     |         | 60,4 | 80   | 0   |
|  | Католические правые                  |         | 16,8 | 20   | +6  |
|  | Либеральные центристы                |         | 15,9 | 15   | –1  |
|  | Правые евангелисты                   |         | 4,3  | 5    | –1  |
|  | Левые демократы                      |         | 2,0  | 0    | –2  |
|  | Независимые                          |         | 0,6  | 0    | 0   |
|  | Всего                                | 244 774 | 100  | 120  | 0   |
|  | Зарегистрированных избирателей/ Явка | 526 693 | 46,5 | –    | –   |
|  | Источник: BFS                        |         |      |      |     |